# Megaselia gressitti
Megaselia gressitti är en tvåvingeart som beskrevs av Rudolf Beyer 1967. Megaselia gressitti ingår i släktet Megaselia och familjen puckelflugor. Inga underarter finns listade i Catalogue of Life.